# Guia de Recolhimento do Fundo de Garantia do Tempo de Serviço
A GRF ou Guia de Recolhimento do FGTS é a guia de recolhimento com código de barras para recolhimento regular do FGTS, sendo gerada logo após a transmissão do arquivo SEFIP, no Projeto Conectividade Social.